# Saprinus detritus
Saprinus detritus är en skalbaggsart som först beskrevs av Fabricius 1775.  Saprinus detritus ingår i släktet Saprinus och familjen stumpbaggar. Inga underarter finns listade i Catalogue of Life.